# Hippeophyllum halmaherense
Hippeophyllum halmaherense är en orkidéart som beskrevs av Johannes Jacobus Smith. Hippeophyllum halmaherense ingår i släktet Hippeophyllum och familjen orkidéer. Inga underarter finns listade i Catalogue of Life.